# Петкович, Никола (футболист, 1986)
Нико́ла Пе́ткович (серб. Никола Петковић / Nikola Petković; род. 28 марта 1986, Белград) — сербский футболист, защитник.

## Клубная карьера
Никола Петкович начал свою карьеру в 2003 году в клубе «Рад».
Через два года он перешёл в клуб «Войводина», за который также выступал на протяжении двух сезонов, пока не отправился в турецкий «Генчлербирлиги». Однако спустя год время футболист вновь вернулся в Сербию, где год играл за «Црвену Звезду».
22 января 2009 года Петкович перешёл в франкфуртский «Айнтрахт», с которым он подписал контракт до 2012 года. За полтора сезона в Бундеслиге защитник вышел на поле лишь 8 раз и перед началом сезона 2010/11 перешёл в «Томь» на правах полугодичной аренды с правом выкупа, однако по итогам сезона томский клуб этим правом пользоваться не стал.
После возвращения в «Айнтрахт» Петкович сыграл один матч в Бундеслиге (против «Гамбурга»), после чего вновь отправился в аренду в саудовский клуб «Аль-Ахли».
Летом 2011 года вернулся в «Црвену Звезду». В клубе играл до 2013 года, провел 23 матча. В 2012 году находился в аренде в клубе «Хапоэль» из Тель-Авива, за клуб провел всего 8 матчей.
19 сентября 2013 года заключил годичный контракт с клубом А-Лиги «Сидней». Дебютировал в составе клуба 11 октября 2013 года в матче с «Ньюкасл Джетс». В феврале 2014 года продлил контракт с клубом на два года.
24 июня 2015 года перешёл в бельгийский клуб «Вестерло».

## Карьера в сборной
В составе молодёжной сборной Сербии принимал участие в молодёжных чемпионатах Европы 2007 и 2009.

## Проблемы с законом
3 февраля 2024 года был задержан сербской полицией после угроз в адрес баскетболиста Неманьи Бьелицы. Бывший футболист был задержан на 48 часов. 

## Достижения
- Обладатель Кубка Сербии: 2011/12
- Обладатель Саудовского кубка чемпионов: 2010/11
- Игрок года клуба «Сидней»: 2013/14